# Werner Renfer
Werner Renfer (* 16. Juni 1898 in Corgémont; † 27. März 1936 in Saint-Imier) war ein französischsprachiger Schweizer Schriftsteller.

## Leben
Renfer wuchs auf einem Bauernhof auf. Nach der Schulzeit hielt er sich zunächst in Südfrankreich auf, bevor er ein Brotstudium zum Agronom an der ETH Zürich begann. Er brach das Studium ab, brannte mit seiner Frau nach Frankreich durch, um im Paris der 1920er Jahre Künstler zu werden, was erbärmlich scheiterte. Nach Wiederaufnahme des Studiums in Zürich trat er schließlich in die Redaktion der Lokalzeitung in Saint-Imier, Le Jura bernois, ein. Nebenher versuchte er literarisch zu schreiben und das abgelegene Vallon de Saint-Imier kulturell zu beleben. Er schrieb auch für andere Publikationen des Berner Jura: Paysan jurassien, La Patrie suisse, Lectures du foyer, Reflets und die Revue transjurane.
Im Jahr 1933 wollte er den literarischen Erfolg erzwingen und brachte drei Bände in Druck, den Roman Hannebarde, den Novellenband La beauté du monde und den Gedichtband La tentation de l’aventure. Renfer starb 1936 in seinem 38. Lebensjahr an Erschöpfung.

## Werke (Auswahl)
- Œuvres complètes. 3 Bände. Société jurassienne d’émulation, Porrentruy 1958
- Le dialogue interrompu. Editions du Pré-Carré, Porrentruy 1978
- «Hannebarde» und gesammelte Erzählungen. Huber Verlag, Frauenfeld 1997, ISBN 3-7193-1136-8
- Frühzeitiger Herbst – Automne précoce. Gedichte, Deutsch von Christoph Ferber, Limmat Verlag, Zürich 2012, ISBN 978-3-85791-675-5